# Oméga fermé barré
Cette page contient des caractères spéciaux ou non latins. S’ils s’affichent mal (▯, ?, etc.), consultez la page d’aide Unicode.
L’oméga fermé barré, ɷ (en minuscule), est une lettre additionnelle de l’alphabet latin qui était utilisée comme symbole non standard de l'alphabet phonétique international, représentant une voyelle pré-fermée centrale arrondie [ʊ̈]. Elle a la forme d’un oméga fermé diacrité d’une barre inscrite.

## Utilisation
L’oméga fermé est un symbole de l’alphabet phonétique international de 1942 à 1989 comme alternative à l’upsilon latin ‹ ʊ › et la barre inscrite est utilisée pour les voyelles centrales. L’oméga fermé barré est utilisé par certains auteurs pour représenter une voyelle pré-fermée centrale arrondie [ʊ̈], de manière similaire l’iota barré ‹ ᵼ › a été utilisé pour une voyelle pré-fermée centrale non arrondie [ɪ̈].

## Représentations informatiques
Le oméga fermé barré n’a pas été codé de manière standardisé et n’a pas de caractère Unicode. Il peut être représenté en formattant l’oméga fermé par exemple en HTML avec <s>ɷ</s>.